# آرغوس
آرغوس: (باليونانية: Άργος)، (بالإنجليزية:Argos)، مدينة يونانية تقع في جنوب البلاد ضمن مقاطعة أرغوليذا، التابعة لمنطقة البيلوبونيز الإدارية.

## الموقع، السكان، والتسمية
تقع المدينة على ارتفاع 42 م عن مستوى سطح البحر في وسط السهل الأرغولي على الضفة الغربية لنهر إيناخوس، تبعد المدينة مسافة 8 كم عن شاطئ الخليج الأرغولي أحد تفرعات بحر إيجة.
تبعد المدينة مسافة 11 كم عن نافبليو عاصمة المقاطعة والتي كانت قديماً ميناءً لآرغوس.
يبلغ عدد سكان بلدية آرغوس حوالي 30 ألف نسمة وبالتالي تكون أكبر مدينة في المقاطعة من حيث عدد السكان.
هناك عدة روايات تفسر أصل اسم المدينة منها أن اسم المدينة يعود للفترة قبل الهيلينية، عندما قدم البيلاسغيون للمنطقة من مكان آخر يدعى آرغوس. هناك أسطورة ترجع اسم المدينة لوحش كبير كان له عيون في مقدمة ومؤخرة رأسه اسمه آرغوس، وأيضاً بحسب الأسطورة هناك من يرجعها إلى اسم مؤسسها آرغوس ابن زيوس.

## التاريخ
تعتبر آرغوس واحدة من أقدم المدن في أوروبة، فقد وجدت فيها آثار استيطان من العصر النيوليثي.
وتروي ادبيات اغريقية قديمة تحدث عنها هيردوت وغيره ان شخصا مصريا وصل الي المنطقة خلال القرن الثامن عشر قبل الميلاد يدعي داناؤس وهو من علم أهل المنطقة الزراعة ونقل لهم كثير من عقائد مصر اما سبب نزوله سواحل المنطقة فقد كان بسبب خلاف مع شقيق له يسمي ايجبتوس aigyptos , وعد ذلك أحد دلائل التأثير المصري القديم في نهضة بلاد الإغريق .*
في العصر الميسيسني أصبحت مدينة مهمة بجانب ميسينه وتيرينه، ومن ذلك العصر عرفت حسب روايات هيرودوت شخصيات ملكية عديدة حكمت المدينة مثل الملك نصف الأسطوري فيدون (Pheidon) الذي ادخل لليونان نظام الأوزان وصك العملات يعتقد أن هذا الأمر حدث عام 778 ق.م.
في القرن السادس قبل الميلاد دخلت المدينة في صراع مع أسبرطة على السيطرة على الساحل اللاكوني الشرقي، استمر هذا الصراع فترة قرنين من الزمن وانتهى بانتصار أسبرطة الأمر الذي أدى لتراجع أهمية أرغوس.
لم تقف آرغوس مع باقي مدن اليونان في حربها ضد الفرس الأمر الذي أدى لمقاطعة المدينة من قبل المدن المنتصرة في الحرب، وبقيت المدينة كحليف سلبي محايد لأثينا في نزاعها ضد أسبرطة، ولكنها دخلت في الحرب البيلوبونيزية مع أثينا، إليس ومانتينيا ضد أسبرطة. دخلها بيروس الإبيري (Pyrrhus) عام 272 ق.م. وقتل فيها في مناوشات الشوارع.
أصبحت آرغوس عام 146 ق.م. جزءاً من مقاطعة أخايا الرومانية. أصبحت في القرون اللاحقة تابعة للدولة البيزنطية، ثم للـفرنجة والـفينيسيين.

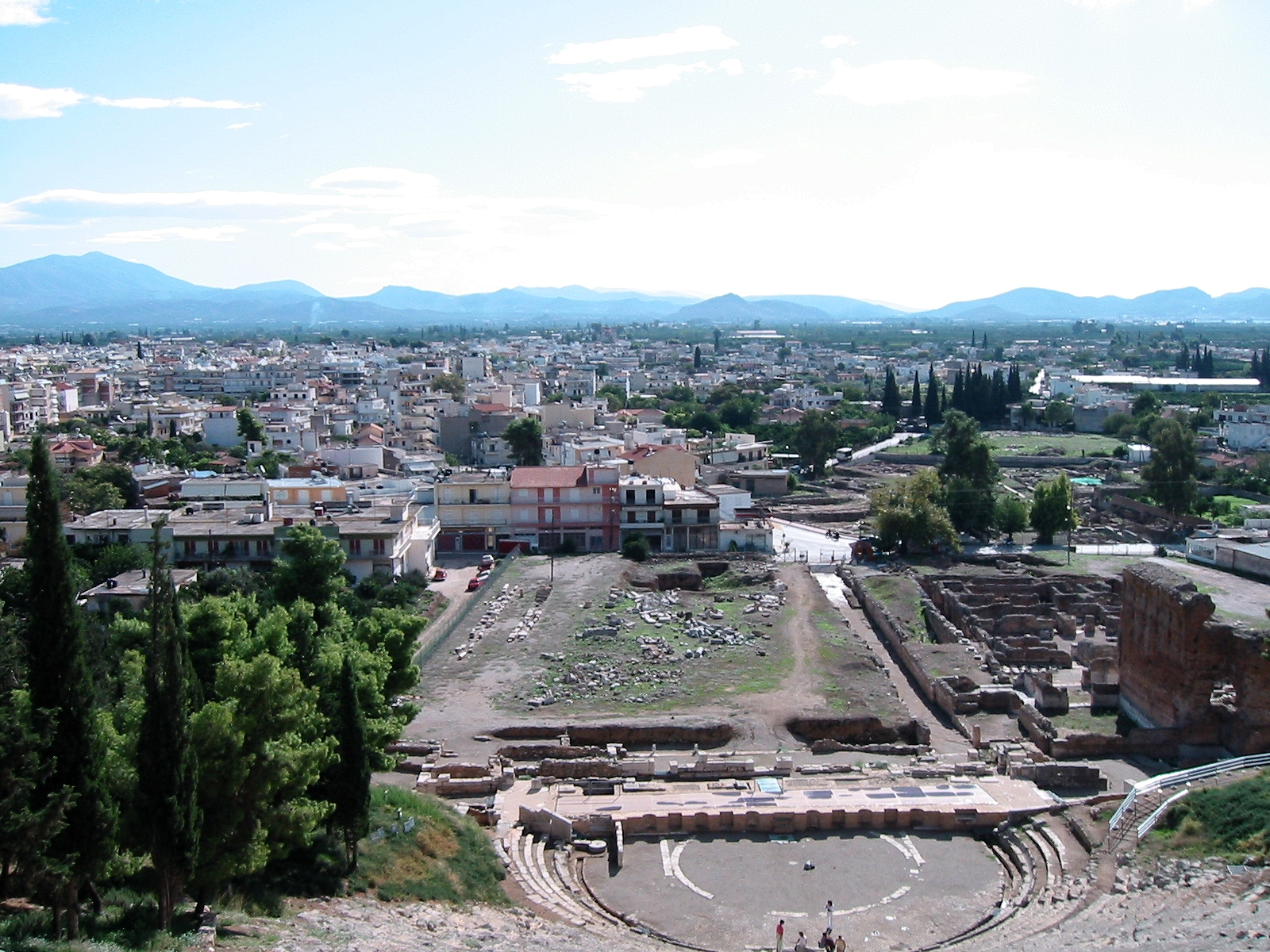
مدينة آرغوس كما تبدو من المسرح

احتلها الـعثمانيون عام 1463 م. عادت تحت السيطرة الفينيسية بين عامي 1686 - 1716 ثم استعادها العثمانيون بعد ذلك. تعرضت خلال انتفاضة استقلال اليونان عام 1821 لثلاث هجمات عثمانية دمرت على إثرها أغلب المدينة ولكنها بعد ذلك تحررت وانضمت للمملكة اليونانية الحديثة.

## المعالم الأساسية
- الـأغورا (Agora): تبعد مسافة كيلومتر عن مركز البلدة وتوجد ضمنها العديد من المباني والأجزاء مثل الـبوليوتيريون الروماني (Bouleuterion) والذي كان عبارة عن قاعة للاجتماعات، الـنيمفايوم (Nymphaeum) وكان يستخدم لمزار مقدس مليء بالنوافير والنباتات، رواق معمد (Stoa)، وغيرها من الأجزاء المتعددة.
- الحمامات والمسرح: المسرح مبني ضمن تلة قليلة الارتفاع، يتسع لحوالي 20 ألف شخص، تعود فترة بناءه للقرن الرابع قبل الميلاد ولكن بناءه قد أعيد مرتين في الفترة الرومانية.
- أكروبول المدينة وقلاعها: مدينة آرغوس محمية طبيعياً بمرتفع يدعى ديراس (Deiras) بنيت عليه قلعتان قلعة لاريسا (Larissa) وقلعة أسبيس (Aspis). ترتفع الأولى بمقدار 276 م عن مستوى سطح البحر والتي يعود بناءها للقرن السادس قبل الميلاد، مع وجود أجزاء كبيرة تعود للقرون الوسطى بنيت على يد الـبيزنطيين الفرنجة، القلعة مزودة بأسوار دفاعية مزدوجة، توجد ضمن أرض القلعة بقايا معبد مكرس لزيوس وآخر لـأثينا.

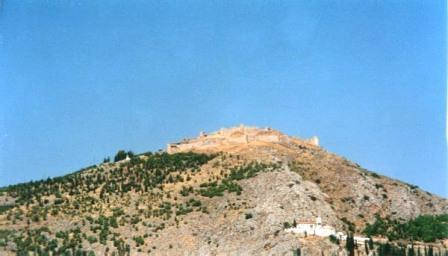
قلعة لاريسا فوق أرغوس

أما قلعة أسبيس فترتفع بمقدار 100 م عن سطح البحر وتعتبر أقدم من القلعة الأولى ويعتقد أنها مبنية فوق أكروبول مستوطنة قديمة تعود للعصر الهيلادي الأوسط، توجد فيها عناصر معمارية ميسينية، وتتربع على قمتها حجرة صغيرة مكرسة للنبي إيليا.
- المتحف الأركيولوجي: يعتبر واحد من أهم المتاحف الأركيولوجية في اليونان على الرغم من صغر مجموعته، وذلك لأهمية القطع الموجودة فيه والتي تعكس الـحضارة الميسينية التي ازدهرت في المنطقة المحيطة بآرغوس.
- أبنية آرغوس الحديثة: وهي تعود لفترة ما بعد استقلال اليونان عام 1821 م. وأهمها كاتدرائية أغيوس (القديس) بتروس (1859)، بعض المنازل المبنية على النمط النيوكلاسيكي من قبل المهندس الألماني تسيللر مثل منزل تسوكريس (Tsokris)، منزل كونستانتوبولس (Konstantopoulos)، ومبنى البلدية (الذيمارخيون) وهي تعود للنصف الثاني من القرن التاسع عشر.

## متفرقات

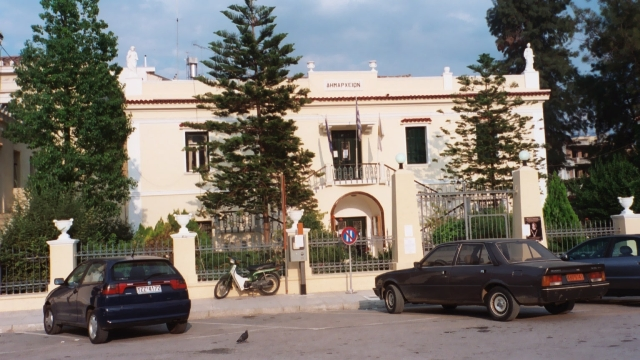
مبنى بلدية آرغوس

- أهم نادي كرة قدم في المدينة هو نادي بانارغياكوس.
- يعتمد اقتصاد المدينة على الزراعة والتصنيع الزراعي نظراً لوقوعها في وسط سهل زراعي خصب، إذ أنها مركز مهم لتصنيع التبغ الزيتون.